# Edwyn Sherard Burnaby
Edwyn Sherard Burnaby (22 mai 1830 - 31 mai 1883) est un major-général  et député conservateur de Leicestershire North de 1880 jusqu'à sa mort .

## Biographie
Fils d'Edwyn Burnaby et d'Anne Caroline Salisbury, il fait ses études au Collège d'Eton et en 1848 entre dans les Grenadier Guards, servant à Inkerman et au siège de Sébastopol. Il est le brigadier-général de la British Italian Legion de 1855 à 1857 .
Burnaby est nommé colonel honoraire du 1st Leicestershire Rifle Volunteer Corps en 1878 .
Il hérite de Baggrave Hall, Leicestershire à la mort de son père en 1867. En 1880, il est élu député conservateur du North Leicestershire avec Lord John Manners.
Il épouse Louisa Julia Mary Dixie (1843-1881) le 29 août 1864 à St George's, Hanover Square. Elle est la fille de Sir Willoughby Wolstan Dixie, 8e baronnet, de Market Bosworth. Ils ont deux enfants : Algernon Burnaby (en) (1867–1938), qui épouse l'hon. Sybil Cholmondeley (1871–1911), fille de Hugh Cholmondeley (2e baron Delamere)  et Hilda Burnaby. Il est un cousin germain de Frederick Gustavus Burnaby et un grand-oncle de la reine Elizabeth la reine mère par l'intermédiaire de sa sœur Louisa Cavendish-Bentinck .
Il meurt le 31 mai 1883 à Brighton à l'âge de 53 ans.